# Lliçà d’Amunt
Lliçà d’Amunt – gmina w Hiszpanii, w prowincji Barcelona, w Katalonii, o powierzchni 22,36 km². W 2011 roku gmina liczyła 14 584 mieszkańców.